# La Peau de Torpédo
Pour plus de détails, voir Fiche technique et Distribution.
La Peau de Torpédo est un film policier ouest-germano-italo-français réalisé par Jean Delannoy, tourné en 1969 et sorti en 1970.

## Synopsis
Une jeune veuve se retrouve au cœur d'une affaire opposant les services secrets français à une organisation internationale.
Nicolas est un agent secret exerçant officiellement le métier d'antiquaire, dans un magasin qu'il possède avec sa femme Dominique, qui, elle, ne connait rien de sa profession officieuse. Etant un jour en fin de mission, son réseau est mis en sommeil.  Alors qu’il rejoint un autre agent, Françoise, il est surpris par une amie de son épouse. Cette dernière rapporte la situation à Dominique. Convaincue que son mari est infidèle, Dominique, jusqu’ici irréprochable, l'abat et blesse grièvement l’autre agent, Françoise. Les services de police, arrivés sur le lieu du crime, découvrant l'identité de la victime, transmettent aussitôt  l'affaire aux Services Spéciaux. Dès lors, la situation prend une tournure plus complexe, l’imbroglio mêlant lesdits services à d’autres organisations secrètes.

## Fiche technique
- Titre original : La Peau de Torpédo[1]
- Titre italien : Dossier 212 - destinazione morte
- Titre allemand : Der Mann mit der Torpedohaut
- Réalisation : Jean Delannoy
- Scénario : Jean Cau et Jean Delannoy, d'après le roman de Francis Ryck
- Dialogues : Jean Cau
- Assistant-réalisateur : François Dupont-Midy
- Production : Maurice Jacquin
- Photographie : Edmond Séchan et Didier Tarot
- Musique : François de Roubaix
- Son : Christian Forget
- Montage : Louisette Hautecoeur et Henri Taverna
- Cascades : Claude Carliez et Rémy Julienne
- Sociétés de production : Comacico, Les Films Copernic, Mars Film, Paramount-Orion, Filmproduktion, Roxy Films et Ultra Film
- Pays de production :  France -  Italie -  Allemagne de l'Ouest
- Tournage : du  19 mai 1969 au 20 juillet 1969
- Format : Couleur (Eastmancolor) — 35 mm — 1,66:1 — Son : Mono
- Genre : Film policier
- Durée : 110 minutes
- Date de sortie : 
  - France : 3 juin 1970
  - Allemagne de l'Ouest : 30 octobre 1970
- Affiche : Michel Landi

## Distribution
- Stéphane Audran : Dominique
- Klaus Kinski : Pavel Richko / Torpédo no 1
- Lilli Palmer : Helen
- Michel Constantin : Coster
- Angelo Infanti : Jean / Gianni
- Jean Claudio : Fedor / La Filature
- Frédéric de Pasquale : Nicolas Balsier
- Noëlle Adam : Laurence
- Philippe March : Le vendeur (sous le nom d'"Aimé de March")
- Christine Fabréga : Sylvianne Collet
- Jacques Harden : L'inspecteur de police à Paris
- Micheline Luccioni : La postière
- Georges Lycan : Torpédo no 2
- Bernard Musson : L'inspecteur de police à Fécamp
- Roger Lumont : Le camionneur
- Robert Favart : Le commissaire principal
- Catherine Jacobsen : Françoise, « La boîte aux lettres »
- Pierre Koulak : Un inspecteur
- Michel Charrel : Un inspecteur
- Rita Maiden : La prostituée
- Roland Malet : Un agent de police
- Yves Massard : L'inspecteur de la filature
- Paul Pavel : L'inspecteur de la filature
- Christian Brocard : L'homme à la morgue
- Marie-Pierre Casey : La femme à la morgue
- Philippine Pascal
- Henri Gilabert
- Alexandre Klimenko
- Gérard Dauzat
- Paul Bisciglia
- Driss Kettani
- Aldo Bastoni